# Glutops
 (mai 2019).
Genre
Glutops est un genre de diptères de la famille des Pelecorhynchidae.

## Liste d'espèces
Selon Catalogue of Life (28 février 2013) :
- Glutops bandus
- Glutops compactus
- Glutops esakii
- Glutops itoi
- Glutops medius
- Glutops melanderi
- Glutops punctatus
- Glutops rossi
- Glutops semicanus
- Glutops semiformis
- Glutops singularis

Selon ITIS (28 février 2013) :
- Glutops bandus Teskey, 1970
- Glutops compactus Teskey, 1970
- Glutops medius Teskey, 1970
- Glutops melanderi Teskey, 1970
- Glutops punctatus Wirth, 1954
- Glutops rossi Pechuman, 1945
- Glutops singularis Burgess, 1878

Selon NCBI (28 février 2013) :
- Glutops rossi
- Glutops singularis

## Publication originale
- (en) Edward Burgess, « Two Interesting American Diptera », Proceedings of the Boston Society of Natural History, vol. 19,‎ 1878, p. 320-324 (ISSN 0270-2444, lire en ligne).